# Glen Loftus
Glen Roy Loftus (* 8. Juni 1976 in Perth) ist ein ehemaliger australischer Leichtgewichts-Ruderer.

## Karriere
1996 siegte Loftus mit dem australischen Leichtgewichts-Vierer ohne Steuermann beim Nations Cup, einem Vorläuferwettbewerb der U23-Weltmeisterschaften. 1997 gewann Loftus die Silbermedaille im Leichtgewichts-Doppelzweier.
2000 nahm Loftus erstmals an Weltmeisterschaften teil und gewann Bronze mit dem Leichtgewichts-Achter. Im Jahr darauf belegte er mit dem Leichtgewichts-Vierer den neunten Platz bei den Weltmeisterschaften in Luzern und erreichte den sechsten Platz mit dem Achter. 2002 in Sevilla erreichte der australische Leichtgewichts-Vierer mit Simon Burgess, Rob Mitchell, Benjamin Cureton und Glen Loftus den vierten Platz mit einer Sekunde Rückstand auf die drittplatzierten Kanadier. 2003 ruderte der australische Vierer auf den siebten Platz.
Bei den Olympischen Spielen 2004 in Athen gewann der Leichtgewichts-Vierer mit Glen Loftus, Anthony Edwards, Benjamin Cureton und Simon Burgess seinen Vorlauf und belegte im Halbfinale den zweiten Platz hinter den Italienern. Im Finale siegten die Dänen mit 1,4 Sekunden Vorsprung auf die Australier, die ihrerseits eine knappe Sekunde Vorsprung vor den Italienern hatten.
Der 1,87 m große Loftus ruderte für den Curtin University Rowing Club und für die Perth Comets.